# 마쓰모토 아유무
마쓰모토 아유무(일본어: 松本 歩夢, 1998년 4월 28일 ~ )는 일본의 축구 선수이다.

## 구단 경력
그는 2016년부터 J리그의 감바 오사카 U-23, FC 기후에서 뛰었다.